# 原力
原力（英語：The Force），是星際大戰系列作品中的核心概念。原力是一種作品中虛構的、超自然的而又無處不在的神秘力量，是所有生物創造的一個能量場，同時也是絕地和西斯兩方追求和依靠的關鍵所在。
星際大戰的創作者喬治·盧卡斯是在1977年的電影《星際大戰四部曲：曙光乍現》中初次令原力登場。

## 原力的解释
原力在絕地的分類中可以分成兩類四種不同角度来理解：「光明原力/黑暗原力」、「统一原力/生命原力」。前两种是最先在经典三部曲（Star Wars Episode IV－VI）中提出的，具有明确道德准则的对立的两个方面：光明原力是友好、仁爱、治疗等积极元素的体现；而黑暗原力则代表恐惧、愤怒、憎恨、恶意等消极元素，黑暗原力往往比光明原力更具有攻击性和侵略性。后两种来源于较为革新的绝地哲学，统一原力為原力意識形態的延伸，接觸此方面的原力，帶來的相關能力如：預知、意象等；生命原力首先在前传三部曲（Star Wars Episode I－III）中由绝地大师魁刚·金提出，认为原力是生命的体现，绝地可以在绝大多数有生命的物质上感受到原力，唯一与原力完全隔绝的生命形式是来自于另一个星系的种族Yuuzhan Vong（這段故事現已被劃入傳奇，不再是正史的一部分）。
尽管原力在几乎所有生命上都有体现，只有一小部分能被称作对原力敏感者（Force Sensitive）。原力的敏感程度与生命血液中的微小有機體midichlorian（粒線體 Mitochondrion 與葉綠素 chloroplast 的合字，台译「迷地原虫」）含量有关，含量越高表示原力越強大，但是其含量是表徵，而不是淵源。

### 光明原力
「光明原力」本質為原力的「知識/智慧」層面，主要以冷靜的情緒做為其主軸，以追求內在的平靜、祥和為要，光明面常賦予使用者的是守護與保護等能力。

### 黑暗原力
「黑暗原力」本質為原力的「力量」層面，主要是以激情（Passion）所驅使與強化，其中包括：恐懼、憎恨、憤怒、嫉妒、驕傲...甚至愛等情緒，黑暗原力的使用常具賦侵略性與攻擊的能力。使用者的眼睛一般會變成黄色，如達斯·魔。

### 统一原力
“The Unifying Force/統一原力”定義上是相對與“The Living Force/生命原力”原力中的另一部分；合一原力則是超越時空的一部分，其在冥冥中引導的星際的發展，賦予人“過去、未來”的意象，這一部份才是有意識的那一方，是牽動萬物的力量...是星辰間的生命。

### 生命原力
生命原力在此是指原力使用者在進行感應移物與加強自身等「現實」能力所依賴的原力，其指引人方向、給予人使命，是周遭環境生命的能量。

## 具体化的原力
1. 預知
2. 認識能力的擴大
3. 不需接觸就能移動物件
4. 身体能力強化
5. 讀心
6. 操控別人
7. 意念傳送
8. 治癒
9. 靈體化
10. 长寿

## 信仰原力的组织
- 絕地（Jedi）
- 西斯（Sith）
- 威爾人（The Whills）
- 太一人（The Ones）
- 威爾守衛（Guardian of the Whills）
- 达索米尔女巫（Witches of Dathomir）
  - 暗夜姐妹（Nightsisters）
    - 暗夜兄弟（Nightbrothers）
- 代本杜会（Order of Dai Bendu）
- 绝地伊（Je'daii）
- 达戈扬（Dagoyan）
- 马图凯（Matukai）
- 巴兰多（Baran Do）
- 忍武士（Knights of Ren）
- 扎库尔武士(Knights of Zakuul)

## 愿原力与你同在
愿原力与你同在（May the force be with you），這句話是絕地武士之間的祝福，通常也在離別時用來取代「再見」。
後來成為現實世界裡所有相關粉絲的互通祝福話語。

## 資料
1. ↑  台港譯名更迭：
  - 臺灣：原力→大力場＋氣→原力
  - 香港：柔力→大能→原力
2. ↑  Windham, Ryder. . Random House. 1999: 11. ISBN 9780375800085.

- . 娛樂重擊. 2015年12月15日  [2015年12月23日]. （原始内容存档于2015年12月23日） （中文（臺灣））.
- . 泛科學. 2016年1月7日  [2016年1月9日]. （原始内容存档于2016年1月9日） （中文（臺灣））.